# American Journal of Audiology
American Journal of Audiology is een internationaal, aan collegiale toetsing onderworpen wetenschappelijk tijdschrift op het gebied van de audiologie. De naam wordt in literatuurverwijzingen meestal afgekort tot Am. J. Audiol. Het wordt uitgegeven door American Speech-Language-Hearing Association. Het eerste nummer verscheen in 1991.